# موستانگ رنچ
موستانگ رنچ (به انگلیسی: Mustang Ranch) روسپی‌خانه‌‌ای در منطقه استورری، نوادا است و در ۲۴ کیلومتری شهر رینو، ایالات متحده آمریکا واقع شده‌است. جو کانفورته با خرید رأی مردم برای مقامات و انجام هزینه تبلیغاتی توانست جواز ساخت روسپی‌خانه موستانگ رنچ را در ۱۹۷۱ بگیرد. جو کانفورته توانست پس از گرفتن جواز یک ساختمان با ۲۴ اتاق به همراه سالن سونا و جکوزی و استخر را بسازد. اولین تن‌فروشان روسپی‌خانه عموماً از اهالی شهر رینو بودند ولی بعدها تن‌فروشانی از ساکرامنتو، سانفرانسیسکو و دیگر شهرهای ایالات متحده توانستند جذب روسپی‌خانه بشوند. جو کانفورته خدمات جانبی را برای روسپی‌خانه نیز تهیه کرد او فروشندگان پوشاک، رستورانداران و پزشکان را به موستانگ رنچ آورد. کار پزشکان رسیدگی به مسائل بهداشتی زنان بود.

## قوانین خاص
از سال ۱۹۸۵ به علت شیوع ایدز و مبتلا شدن برخی از چهره‌های ورزشی، روسپی‌خانه موستانگ رنچ موظف به اجباری کردن کاندوم و ممنوعیت سکس مقعدی شد.

## محاکمه جو کانفورته
جو کانفورته در سال ۱۹۹۰ به تقلب در مالیات و اخاذی متهم شد و سرانجام دادگاه فدرال مالکیت روسپی‌خانه موستانگ رنچ را در سال ۱۹۹۹ از او گرفت، بعدها آن را در اِی بای به حراج گذاشت. موستانگ رنچ برای سه سال بسته بود. در سال ۲۰۰۲ لانس گیلمن آن را به مبلغ ۱۴۵۰۰۰ دلار خرید و محل آن را به ۵۰ مایل از محل ساخته شده توسط جو کانفورته به سمت شرق منتقل کرد.